# Tempel van Apollo Patroös
De Tempel van Apollo Patroös was een tempel gewijd aan de god Apollo Patroös (Apollo de vader) in het oude Athene.
De tempel werd tussen 340 en 320 v.Chr. gebouwd. Apollo Patroös werd vereerd als de vader van Ion, die werd beschouwd als de stamvader van het Ionische volk, waartoe ook de Atheners behoorden, en werd tevens vereerd als de beschermer van de families. In de cella van de tempel stond een cultusbeeld, dat was gemaakt door de beroemde beeldhouwer Euphranor. Voor de tempel stonden nog 2 beelden; een van Apollo Alexikakos (de afwender van het kwaad), gemaakt door Kalamis en een beeld van Apollo door Leochares.
De tempel stond op de agora, direct ten zuiden van de Stoa van Zeus en ten oosten van de Tempel van Hephaistos. Het gebouw was 10 meter breed en 16,5 meter lang. De tempel was gebouwd in de Ionische orde en had een tetrastyl portico. Van de tempel zijn alleen de fundamenten nog zichtbaar. Het cultusbeeld van Euphranor is wel gedeeltelijk bewaard gebleven en staat nu in het Agora Museum in de Stoa van Attalus.
Onder de restanten van de tempel zijn de fundamenten van nog een oudere tempel voor Apollo uit de 6e eeuw v.Chr. aangetroffen. Deze tempel werd waarschijnlijk verwoest bij de inval van de Perzen in 480 v.Chr.

## Antieke bron
1. ↑  Pausanias, 1.3.4

## Referentie
- Athens Info Guide - De Tempel van Apollo Patroos
- The Athenian Agora - Temple of Apollo Patroos